# Acanthodis chipmani
Acanthodis chipmani är en insektsart som först beskrevs av Bruner, L. 1906.  Acanthodis chipmani ingår i släktet Acanthodis och familjen vårtbitare. Inga underarter finns listade i Catalogue of Life.